# Crozier (cratère)
Crozier est un cratère lunaire situé sur la face visible de la Lune entre la Mare Fecunditatis à l'Est et la Mare Nectaris à l'Ouest. Le cratère Crozier est situé au nord du cratère Cook et à l'est des cratères Bellot, Colombo et Magelhaens. Le contour du cratère Crozier forme une enceinte déformée qui a de nombreux renflements. Le plancher intérieur a été presque rempli par de la lave basaltique, produisant une surface plane avec un faible albédo qui correspond à la teinte sombre de la mare lunaire voisine.
En 1935, l'Union astronomique internationale a donné le nom de Crozier à ce cratère en l'honneur du navigateur Francis Crozier.
Par convention, les cratères satellites sont identifiés sur les cartes lunaires en plaçant la lettre sur le côté du point central du cratère qui est le plus proche de Crozier.
| Crozier | Latitude | Longitude | Diamètre |
| ------- | -------- | --------- | -------- |
| B       | 12.5° S  | 52.4° E   | 8 km     |
| D       | 13.4° S  | 51.7° E   | 21 km    |
| E       | 12.7° S  | 52.0° E   | 6 km     |
| F       | 12.8° S  | 51.0° E   | 5 km     |
| G       | 12.1° S  | 50.1° E   | 4 km     |
| H       | 14.0° S  | 49.4° E   | 11 km    |
| L       | 10.0° S  | 51.4° E   | 6 km     |
| M       | 8.9° S   | 53.4° E   | 6 km     |